# Западночадские языки
Западноча́дские языки́ (англ. west chadic languages, west chadic branch) — одна из языковых ветвей чадской семьи. Исконная территория распространения — северные районы Нигерии и юго-восточные районы Нигера. Вследствие миграций и торговой экспансии народа хауса язык хауса распространился также в Бенине, Буркина-Фасо, Кот-д’Ивуаре, Чаде, Судане, Камеруне, Гане и в других странах. Включает около сотни языков, группируемых, как правило, в две подветви — собственно западночадскую и баучи-баде подветви (sub-branch A и sub-branch B).
Является одним из трёх основных языковых объединений чадской семьи наряду с центральночадской и восточночадской ветвями. Некоторые лингвисты выделяют в чадской семье также четвёртую ветвь — маса.

## Классификация
Западночадская ветвь представлена следующими языками и диалектами (в нескольких классификациях):
1. Классификация, опубликованная в работе С. А. Бурлак и С. А. Старостина «Сравнительно-историческое языкознание»[2]:
  - собственно западночадская подветвь:
    - группа хауса: хауса, гвандара;
    - группа рон:
      - подгруппа рон: рон (чала, чалла) (бокос (боккос, чала), даффо-бутура, нафунфья, шагаву), ша, кулере, карфа, мундат;
      - подгруппа фьер: фьер, тамбас;

    - группа сура-герка:
      - подгруппа сура-ангас: сура (мвагхавул), ангас, мупун, чакфем, джипал, джорто, тал;
      - подгруппа герка-кофьяр: мирьям (мерньянг), диммук (доемак), квалла (квагаллак), бвал, гворам, чип, герка (йивом), монтол (теэл), канам, пьяпун, коеноем;

    - группа боле-тангале: карекаре, бееле, гера, герумава, дено, куби, кирфи, галамбу, боле (болева), квам (беле), нгамо, маха, перо, вуркум, куши, чонге, тангале, дера (канакуру), шеллен;

  - подветвь баучи-баде:
    - группа северные баучи: варджи, цагу, гала, кария, мия, па’а (афава), сири, мбуруку (барке), джимбин, дири;
    - группа южные баучи: боггом (буррум), мбарми, дир (барам-дутсе), геджи-гйанзи, бала, були, джими, гурунтум, зунгур, зар (сайанчи), сигиди, лукши-докши, ванди-вангдай, барава, копти (закши), бото;
    - группа баде-нгизим: нгизим, баде, дувай, айюкава, ширава.

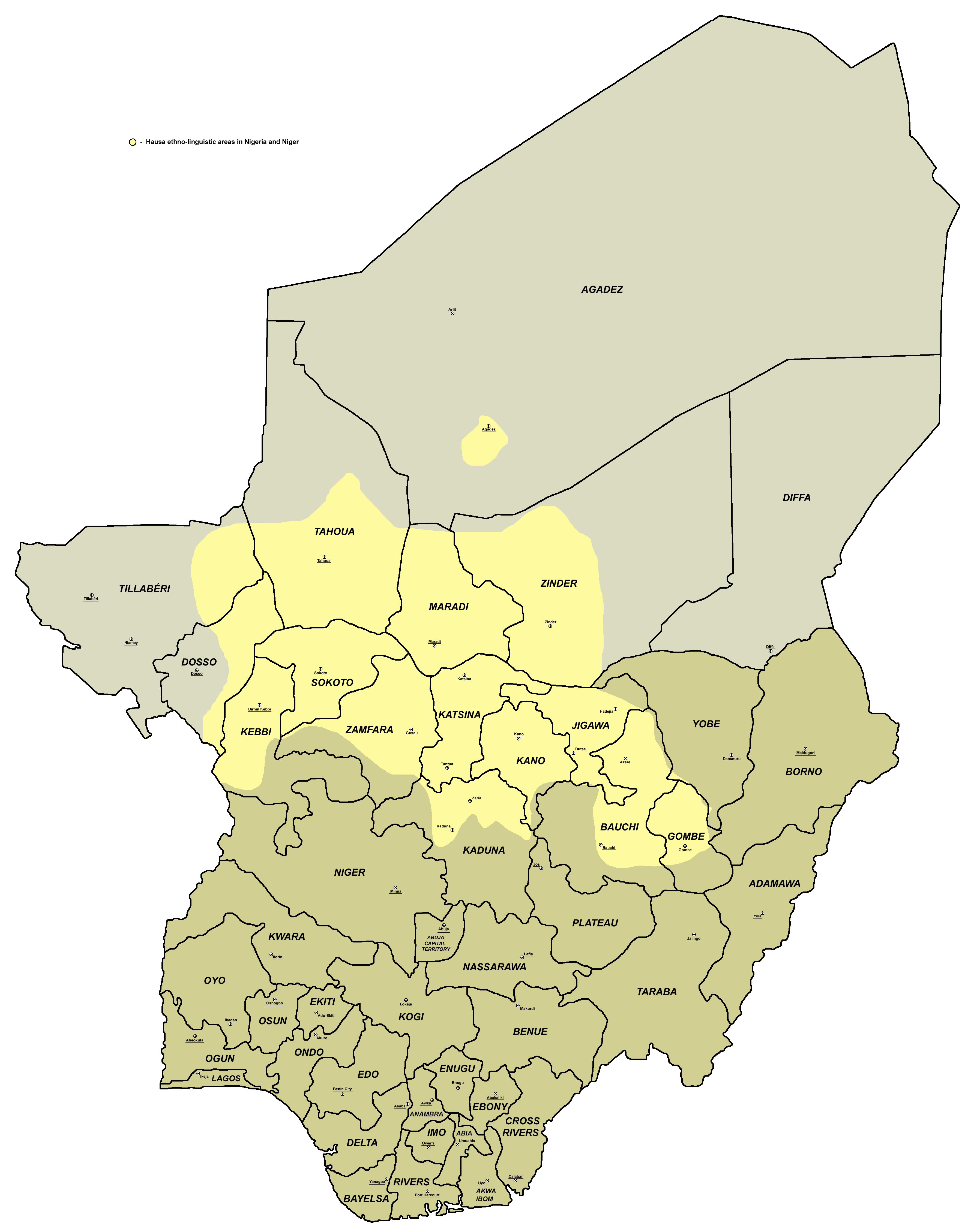
Ареал языка хауса, самого крупного по числу носителей и территории распространения западночадского языка, в Нигере и Нигерии

1. Классификация британского лингвиста Роджера Бленча[3][7]:
  - Подветвь А:
    - группа хауса: хауса, гвандара (включая карши, цанцара, тони, гитата, коро, нимбия);
    - группа боле-нгас (боле-ангас):
      - подгруппа боле:
        - (a, северные): (i) карекаре; (ii) гера, герума, дено, буре, куби, гииво, галамбу, даза; (iii) боле (болева), нгамо, маака (маагха), беле (бееле);
        - (b, южные): (i) Кваами, перо, пийя-квончи, кхолок, ньям, годжи (куши), кутто, тангале; (ii) дера (канакуру);

      - подгруппа нгас (ангас):
        - (a): (i) нгас (ангас); (ii) мвагхавул (сура) (включая мупун), Чакфем-мушере, мишип (чип) (включая дока), джорто, кластер кофьяр (включая кофьяр, мерньянг, доемак, квагаллак, бвол, гворам, джипал); (iii) гоэмаи, коеноем, пьяпун, тал, монтол;
        - (b, герка): йивом;

      - подгруппа рон:
        - (a, кластер рон): боккос, даффо-бутура, ша, кулере, карфа, шагаву, мундат;
        - (b): фьер, тамбас;

  - Подветвь B:
    - группа баде-варджи:
      - подгруппа баде: баде, дувай, нгизим, айюк (айюкава), шира (ширава)[~ 1], тешена;
      - подгруппа варджи: дири, па’а, сирзакваи (варджи), кария (винахэ), мбурку, мия, зумбун, сири, цивогай;

    - группа заар:
      - кластер барава:
        - кластер геджи: мэганг (болу), геджи, пьяалу (пелу), буу (заранда);
        - кластер польчи: зул, барам, дир, були, лангас (ньямзак, лундур), лури, польчи;
        - кластер зеем: зеем, цаари, данше, луши, дьярим, тули;
        - кластер дас: лукши, дурр-бараза, зумбул, ванди, дот;
        - кластер зари: закши, бото, зари (копти);
        - кластер гуус-заар (сая): сигиди (гуус), заар;

      - подгруппа гурунтум: зангвал, тала, джу, гурунтум-мбаару (включая гурдунг, мбаару);
      - подгруппа богхом: богхом, кир-балар (кир-бала), мангас;
      - подгруппа джими: джими.

1. Классификация, представленная в статье В. Я. Порхомовского «Чадские языки» (Лингвистический энциклопедический словарь)[1]:
  - подгруппа хауса: хауса, гвандара;
  - подгруппа ангас: а) ангас, сура, анкве, чип и другие; б) герка;
  - подгруппа рон: боккос, даффо-бутура, фьер, кулере и другие;
  - Подгруппа боле-тангале: а) боле (болева, боланчи), нгамо, карекаре, гера и другие; б) тангале (тангле), дера (канакуру) и другие;
  - подгруппа северные баучи (па’а-варджи): варджи, па’а, дири, джимбин и другие;
  - подгруппа южные баучи (зар): зар (сайанчи), боггом (бурум), польчи, геджи и другие;
  - подгруппа баде: баде, нгизим, дувай и другие языки.

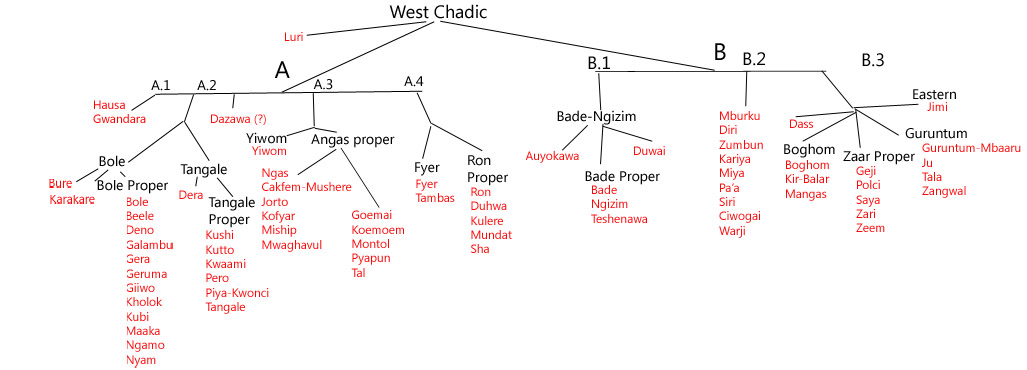
Классификация западночночадских языков согласно справочнику языков мира Ethnologue (Ньюман, Пол (лингвист))